# Hôtel de ville d'Abbeville
L'hôtel de ville d'Abbeville est un bâtiment du XXe siècle situé dans le centre-ville d'Abbeville, dans le département de la Somme. Il abrite les services politiques et une partie des services administratifs de la ville.

## Historique
En 1184, Jean de Ponthieu octroya aux bourgeois d'Abbeville une charte communale. L’Hôtel de ville et le beffroi furent construits au XIIIe siècle.
L'hôtel de ville fut détruit dans le bombardement allemand du 20 mai 1940. Les services municipaux trouvèrent alors refuge à l'hôtel d'Emonville pendant la guerre et la période de reconstruction de la ville. 
C'est le 9 octobre 1960 que l'hôtel de ville actuel fut inauguré, à l’occasion de la Fête de la renaissance d’Abbeville.

## Caractéristiques
Le bâtiment est l'œuvre de l'architecte Clément Tambuté. Il est construit en brique et pierre et à une forme parallélépipédique. Sa façade repose sur des piliers et est percée de cinq grandes baies vitrées. Un beffroi moderne flanque le bâtiment au nord-est, avec lequel il est relié par une galerie couverte.